# Scelolophia desmogramma
Scelolophia desmogramma là một loài bướm đêm trong họ Geometridae.